# Batrachoseps major
Batrachoseps major är en groddjursart som beskrevs av Camp 1915. Batrachoseps major ingår i släktet Batrachoseps och familjen lunglösa salamandrar. IUCN kategoriserar arten globalt som livskraftig.

## Underarter
Arten delas in i följande underarter:
- B. m. major
- B. m. aridus